# Magazyn voor de critische wijsgeerte

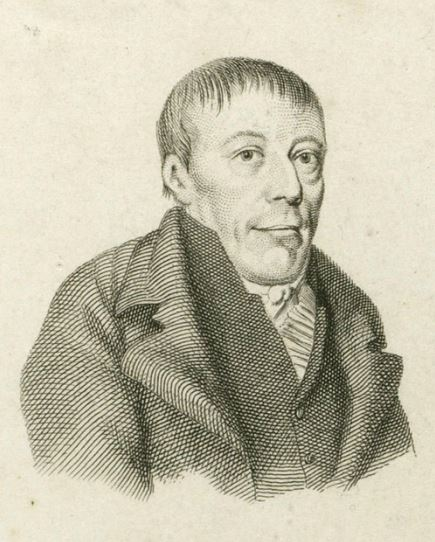
Paulus van Hemert (kopergravure uit 1816, door Jacob Ernst Marcus)

Magazyn voor de critische wijsgeerte, en de geschiedenis van dezelve is een Nederlands tijdschrift, gesticht door Paulus van Hemert. Het werd uitgegeven van 1799 tot 1803 door de drukker en boekhandelaar Matthijs Schalekamp te Amsterdam. Van Hemert had ermee tot doel "het bevorderen van ware deugd en zedelijkheid onder het Bataafsche volk" en "het voortplanten van begrippen, die aan het ongeloof en de loszinnigheid onzer eeuw den doodsteek dreigen". Van Hemert, de eerste Kantiaan in Nederland die een groter publiek bereikte, vond met name in Johannes Kinker een medestrijder om het Kantianisme verder voor het Bataafse voetlicht te brengen.

## Medewerkers
- Johan Rudolph Deiman (1743-1808), med. dr.
- Jacob Elisa Doornik (1777-1837), med. dr.
- Mr. Anton Reinhard Falck (1777-1843), verlicht denker en staatsman
- Paulus van Hemert (1756-1825), o.m. hoogleraar in de letteren en wijsbegeerte in Amsterdam
- Johann Heinrich Heumann (1751-1804?), phil. dr.[2]
- Johannes Kinker (1764-1845), dichter, filosoof en advocaat
- Hendrik Justus Matthes (1780-1854), Luth. prop.
- Johan Frederik Lodewijk Schröder (1774-1845), Luth. prop., theoloog en wiskundige
- Willem Servaas (1739-1825), med. dr., arts in Delftshaven
- Mr. Meinardus Siderius (1754-1829), o.m. politicus en rechter
- Mr. Tammo Sypkens (1780-1842), politicus